# ستاكلي ساد (كيبك)
ستاكلي ساد (بالإنجليزية: Stukely-Sud, Quebec)‏ هي local municipality of Quebec تقع في كندا في Memphrémagog Regional County Municipality. يقدر عدد سكانها بـ 999 نسمة ومساحتها 63.80 كم2 .